# Overheidsmanager van het jaar (Nederland)

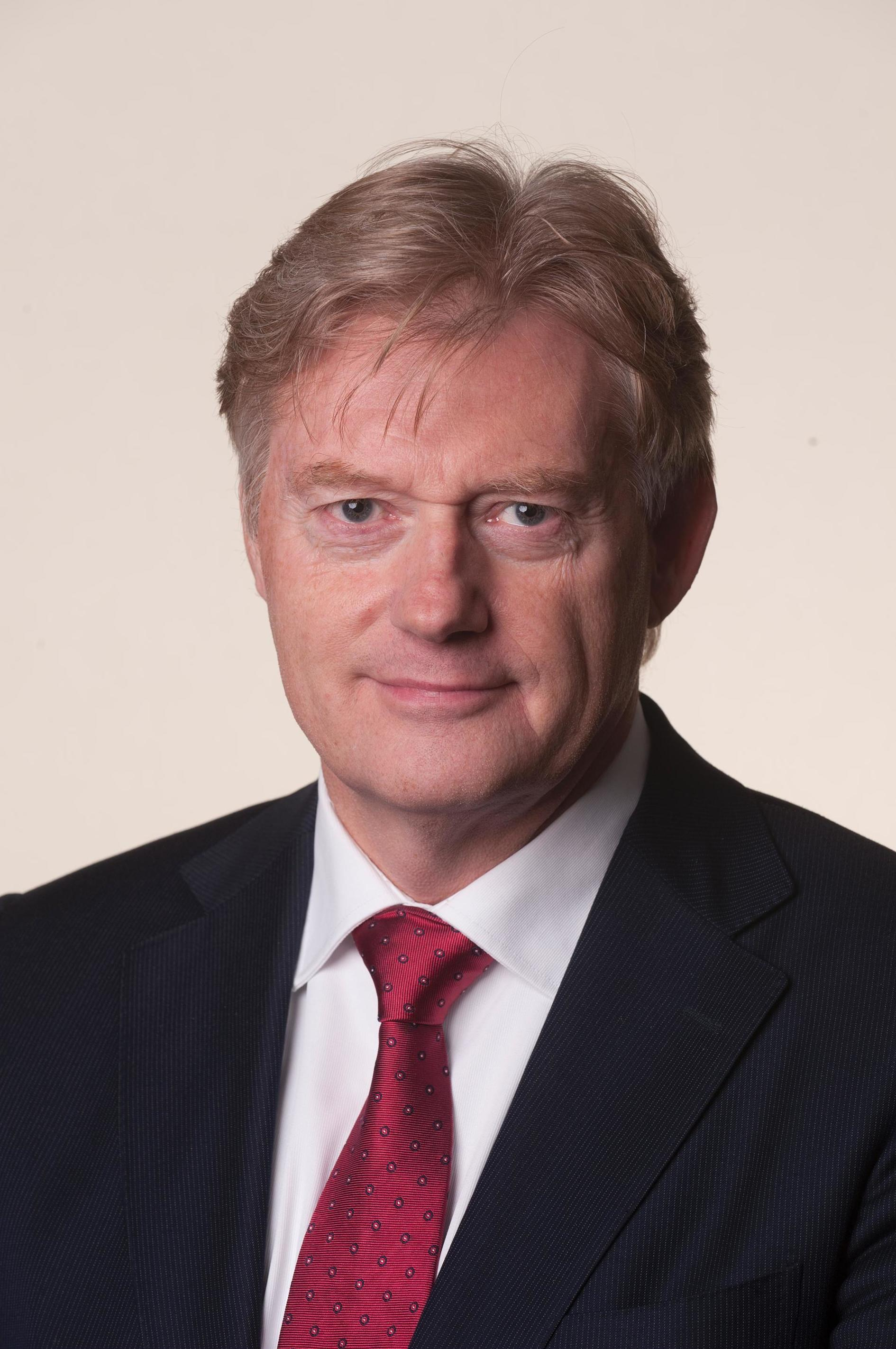
Martin van Rijn won in 2006 als directeur-generaal Gezondheidszorg, ministerie van Volksgezondheid, Welzijn en Sport de titel Overheidsmanager van het jaar. Hij was van 5 november 2012 tot 26 oktober 2017 staatssecretaris van Volksgezondheid, Welzijn en Sport in het Kabinet-Rutte II.

Overheidsmanager van het jaar is de titel die sinds 1998 in Nederland wordt toegekend aan een overheidsmanager met uitzonderlijke managementkwaliteiten, werkzaam op topniveau en met een stevige verantwoordelijkheid. Toekenning geschiedt door de jury van de stichting Verkiezing Overheidsmanager van het Jaar op voordracht van collegae, medewerkers, en/of relaties. Met de toekenning van de titel wil de stichting ook het imago van de overheidsmanager verbeteren.
In 2012 reikte de stichting voor de eerste keer de Hans Dijkstal Award uit. Een soort Lifetime Achievement Award voor topambtenaren. De prijs moet bijdragen aan de bekendheid van het werk binnen de collectieve sector en van degenen die deze functie vervullen. De eerste winnaar was Wim Kuijken.
In 2014 werd ook de Beste Overheidsorganisatie 2014 bekendgemaakt. Dat was de Jeugdbescherming Regio Amsterdam.

## Overzicht winnaars
- 2016: Arre Zuurmond, Gemeentelijke Ombudsman van Amsterdam en omliggende gemeenten
  - 2016: Ton Annink, buitengewoon adviseur Ministerie van Binnenlandse Zaken en Koninkrijksrelaties (Hans Dijkstal Award)
- 2015: José Manshanden, themadirecteur Sociaal gemeente Utrecht
- 2014: Maarten Hajer, directeur van het Planbureau voor de Leefomgeving[2]
- 2013: Leon van Halder, directeur-generaal Curatieve Zorg, ministerie van VWS[3]
- 2012: Hilde van der Meer, algemeen directeur amsterdam inbusiness[4]
  - 2012: Wim Kuijken, Deltacommissaris (Hans Dijkstal Award)[5]
- 2011: Peter Teesink, directeur arbeidsontwikkelbedrijf Iederz (heden: concerndirecteur gemeente Groningen)[6]
- 2010: Hetty Linden, directeur GG&GD gemeente Utrecht (heden: directeur Publieke gezondheid GGD regio Utrecht in oprichting)[7]
- 2009: Erik Heijdelberg, directeur/voorzitter directieraad NIFP Het Kennisinstituut voor forensische psychiatrie en psychologie (heden: voorzitter Raad van Bestuur William Schrikker Groep)[8]
- 2008: Bert Keijts, directeur-generaal Rijkswaterstaat (heden: voorzitter Raad van Bestuur woningcorporatie Portaal)
- 2007: Maureen Sarucco, directeur Openbare Orde en Veiligheid, gemeente Amsterdam (heden: zelfstandig adviseur)
- 2006: Martin van Rijn, directeur-generaal Gezondheidszorg, ministerie van Volksgezondheid, Welzijn en Sport (heden: staatssecretaris van Volksgezondheid, Welzijn en Sport)
- 2005: Pieter Cobelens, directeur Militaire Inlichtingen- en Veiligheidsdienst, ministerie van Defensie (heden: liaison manager M4B generaal-majoor bd)
- 2004: Nico Laagland, directeur Sociale Inlichtingen– en Opsporingsdienst (SIOD) (heden: zelfstandig adviseur)
- 2003: Roelof Kruize, algemeen directeur Dienst Waterbeheer en riolering, gemeente Amsterdam (heden: algemeen directeur Waternet gemeente Amsterdam)
- 2002: Jenny Thunnissen, directeur-generaal Belastingdienst, ministerie van Financiën (heden: inspecteur-generaal Inspectie Verkeer en Waterstaat)
- 2001: José Hilgersom, algemeen directeur dienst Sociale Zaken en Werkgelegenheidsprojecten, gemeente Den Haag (heden: Chef kabinet van de commissaris van de Koning in Zuid-Holland bij Provincie Zuid-Holland)
- 2000: Peter van Zunderd, directeur-generaal EK voetbal 2000 (heden: zelfstandig adviseur)
- 1999: Erry Stoové, algemeen directeur Centraal Orgaan opvang asielzoekers (heden: zelfstandig adviseur)
- 1998: Herma Rappa, gecombineerde functie van directeur Productgroep tegemoetkoming studiekosten en lesgelden en directeur Productgroep onderwijsdiensten, Informatie Beheer Groep (heden: directeur dienst Regelingen ministerie van LNV)[9]